# Trachypauropus glomeroides
Trachypauropus glomeroides är en mångfotingart som beskrevs av Chamberlin 1922. Trachypauropus glomeroides ingår i släktet Trachypauropus och familjen Eurypauropodidae. Inga underarter finns listade i Catalogue of Life.